# Pier Giorgio Cazzola
Pier Giorgio Cazzola (* 4. März 1937 in Vicenza; † 21. Januar 2001 in Bazzano) war ein italienischer Sprinter.
In der 4-mal-100-Meter-Staffel wurde er mit der italienischen Mannschaft bei den Leichtathletik-Europameisterschaften 1958 in Stockholm im Finale disqualifiziert und kam bei den Olympischen Spielen 1960 in Rom auf den vierten Platz.
Seine persönliche Bestzeit über 100 m von 10,5 s stellte er am 21. Juni 1959 in Pisa auf.